# Девід Маршал Ленґ
Девід Маршал Ленґ (6 травня 1924 — 20 березня 1991) — професор кавказьких досліджень в Лондонському університеті, спеціалізувався на історії Вірменії, Грузії та давньої Болгарії.
Під час Другої Світової війни служив офіцером в Ірані. В 1944 році був відправлений як віце-консул в Тебриз, де він познайомився з місцевим вірменським населенням. В 1949 році стає членом «Школи орієнтальних та африканських досліджень» (англ. School of Oriental and African Studies) в Лондонському університеті. З 1962 по 1964 — Почесний Секретар «Королівського Азійського товариства» (англ. Royal Asiatic Society) в Лондоні. Відвідував Вірменську Радянську Соціалістичну Республіку тричі впродовж 1960-х —1970-х років.

## Відомі роботи
- The Last Years of the Georgian Monarchy, 1658-1832 (New York: Columbia University Press, 1957)
- First Russian Radical, Alexander Radischev, 1749-1802 (London: George Allen & Unwin, 1959)
- A Modern History of Georgia (London: Weidenfeld and Nicolson, 1962)
- The Georgians (New York: Praeger, 1966)
- Armenia: Cradle of Civilization (London: George Allen & Unwin, 1970)
- Peoples of the Hills: Ancient Ararat and Caucasus by Charles Allen Burney and D.M. Lang (London: Weidenfeld and Nicolson, 1971)
- Bulgarians: From Pagan Times to the Ottoman Conquest (London: Thames and Hudson, 1976)
- Lives and Legends of the Georgian Saints (New York: Crestwood, 1976)
- The Armenians: A People in Exile (London: Allen and Unwin, 1981)
- Armenia and Karabagh: the Struggle for Unity (London: Minority Rights Group, 1991)